# Federacja Związków Zawodowych Pracowników Przemysłu Lekkiego
Federacja Związków Zawodowych Pracowników Przemysłu Lekkiego (wł. Federacja Niezależnych Samorządnych Związków Zawodowych Przemysłu Lekkiego) – federacja organizacji związków zawodowych zrzeszająca pracowników przemysłu lekkiego. Liderem organizacji jest Zbigniew Kaniewski.
Organizacja powstała 26 października 1983 r. w Łodzi z inicjatywy 325 przedstawicieli zakładowych organizacji związkowych przemysłu lekkiego, uchwalono Statut Federacji i wybrano jej 106. osobową radę. W okresie pierwszych lat do federacji zgłosiło akces ponad 500 zakładowych organizacji związkowych, co wówczas stanowiło ok. 60% uzwiązkowienia ogółem. Dziś federacja zrzesza 120 zakładowych organizacji związkowych i 11 tys. pracowników.